# Aspidophyma
Aspidophyma is een geslacht van rechtvleugeligen uit de familie veldsprinkhanen (Acrididae). De wetenschappelijke naam van dit geslacht is voor het eerst geldig gepubliceerd in 1884 door Bolívar.

## Soorten
Het geslacht Aspidophyma omvat de volgende soorten:
- Aspidophyma americana Bolívar, 1884
- Aspidophyma onorei Amédégnato & Poulain, 1998
- Aspidophyma subaptera Descamps & Amédégnato, 1972